# Oliver Risser
Oliver Hanjorge Risser (* 17. September 1980 in Windhoek) ist ein deutsch-namibischer Fußballtrainer und ehemaliger ‑spieler. Er war wie sein Bruder Wilko bis 2011 Nationalspieler von Namibia.

## Vereine
In der Jugend spielte Risser beim namibischen Fußballverein Ramblers in seiner Heimatstadt Windhoek und stand für diesen auch im Herrenaufgebot. Im Alter von 20 Jahren wechselte er nach Deutschland und spielte für die SpVgg EGC Wirges in der Oberliga Südwest.
Ab der Saison 2003/04 spielte der 1,88 m große Verteidiger für die Amateurmannschaft von Borussia Dortmund. In zwei Jahren kam er dort auf 33 Spiele und erzielte dabei ein Tor. Danach ging er zum SV Sandhausen. Im April 2006 spielte er für zwei Monate in Island bei Breiðablik Kópavogur.
Risser spielte ab der Saison 2006/07 beim deutschen Oberligisten Bonner SC und war danach zunächst vereinslos, bis er im Februar 2008 zur zweiten Mannschaft von Hannover 96 wechselte, für die er bis zum Ende der Saison 2007/08 spielte. Als sein Vertrag auslief, fand er aufgrund eines angerissenen Kreuzbandes zunächst keinen neuen Arbeitgeber, ehe er sich im März 2009 dem norwegischen Drittligisten Manglerud Star anschloss.
Am 21. August 2009 wurde Risser von Manglerud Stars an den norwegischen Erstligisten FC Lyn Oslo ausgeliehen. Mit Auflösung des Vereins am 30. Juni 2010 wurden alle Spieler arbeitslos. Am 21. August 2010 unterschrieb Risser einen Vertrag beim finnischen Erstligisten Kuopion PS. Von Januar 2011 bis Juli 2011 war er vereinslos, ehe er einen Vertrag beim englischen Viertligisten Swindon Town über zwei Jahre unterschrieb. Bei Swindon wurde Risser von Trainer Paolo Di Canio als Nachfolger von Jonathan Douglas, als neuer Kapitän seiner Mannschaft ernannt. Zu Beginn der Saison 2012/13 wechselte er auf Leihbasis zum FC Stevenage. Von Ende 2012 bis Oktober spielte Risser für Aldershot Town in der englischen Football League Two. Danach hatte er bis Januar 2014 Spiele für den belgischen KFC Oosterzonen Oosterwijk bestritten, ehe er zurück in seine Heimat zu den Ramblers wechselte.

## Trainer
Seit Anfang 2021 ist Risser Spielertrainer beim neuen namibischen Zweitligisten DTS-Hopsol FC.

## Erfolge
Risser nahm an der Afrikameisterschaft 2008 teil und stand dort für zwei Spiele auf dem Platz. Insgesamt bestritt er von 2002 bis 2011 30 Länderspiele, in denen er kein Tor erzielen konnte.